# Bill Nye
Bill Nye, właśc. William Sanford Nye (ur. 27 listopada 1955 w Waszyngtonie) – amerykański inżynier, popularyzator nauki, aktor, komik, pisarz, szerzej znany jako prowadzący programu Bill Nye the Science Guy.

## Życiorys
Urodził się jako syn kryptoanalityczki Jacqueline Jenkins i Edwina Derby „Neda” Nye’a. Uczęszczał do trzech szkół średnich: Lafayette Elementary, Alice Deal Junior High i Sidwell Friends School, którą to ukończył w 1973. W 1977 uzyskał tytuł Bachelor of Science z inżynierii mechanicznej na Uniwersytecie Cornella. Po ukończeniu studiów pracował jako inżynier dla koncernu Boeing. W latach 1993–1998 prowadził skierowany do młodzieży program telewizyjny Bill Nye the Science Guy. W latach 2000–2002 pełnił funkcję eksperta technicznego w firmie „BattleBots”. W 2010 mianowany został prezesem The Planetary Society.
Autor licznych patentów. Otrzymał tytuły doctora honoris causa szeregu uczelni wyższych.
Pojawił się w wielu produkcjach telewizyjnych, często w roli samego siebie, m.in. w serialach Gwiezdne wrota: Atlantyda, The Neighbors czy Teoria wielkiego podrywu. Jako aktor głosowy pojawiał się w serialach animowanych Powrót do przyszłości (26 odcinków), Futurama czy Amerykański tata.

## Odznaczenia
- Prezydencki Medal Wolności (2025)[6]